# Schanda Tamás
Schanda Tamás János (Budapest, 1987. október 23. –) magyar politológus, közgazdász, politikus,  a Kereszténydemokrata Néppárt alelnöke. 2019-től 2022-ig miniszterhelyettes, az Innovációs és Technológiai Minisztérium parlamenti és stratégiai államtitkára.

## Élete
2006-ban érettségizett a Piarista Gimnáziumban, majd a Pázmány Péter Katolikus Egyetem nemzetközi tanulmányok szakán folytatta tanulmányait, végül 2010-ben szerzett politológus diplomát. 2014-ben a Budapesti Műszaki és Gazdaságtudományi Egyetemen okleveles közgazdász végzettséget is szerzett.
Egyetemi tanulmányai mellett 2006-tól 2010-ig a Máriaremetei-Hidegkúti Ökumenikus Általános Iskolában dolgozott informatikusként, 2008-tól 2010-ig pedig a Klebelsberg Kuno Általános Iskola és Gimnáziumban oktatott informatikát. 2010-ben rövid ideig a PPKE pályázati koordinátoraként is dolgozott, majd a Magyar Nemzeti Vagyonkezelő vezető szakmai titkára lett. 2011-től az Educatio Társadalmi Szolgáltató NKft közoktatási osztályvezetője, 2013-tól vezető közoktatási szakértője volt. 2013-ban a Magyar Külügyi Intézet koordinációs igazgatója lett.
Közéleti tevékenységét 2006-ban kezdte, amikor a II. kerület Közoktatási, Közművelődési, Sport és Informatikai Bizottságának tagja lett. 2008-tól 2011-ig a Magyar Ifjúsági Konferencia Magyarországi Régiójának elnöke, 2010-ben a Strukturált Ifjúsági Párbeszéd Nemzeti Munkacsoport elnöke volt. 2010-től 2014-ig a II. kerület önkormányzati képviselője és a Közoktatási, Közművelődési, Sport és Informatikai Bizottság elnöke volt. 2010 és 2012 között a Zánkai Gyermek és Ifjúsági Centrum Nonprofit Közhasznú Kft., majd 2014-ig a II. Kerületi Kulturális Közhasznú Nonprofit Kft. felügyelő bizottsági tagjaként is működött.
2014-ben nevezték ki az Emberi Erőforrások Minisztériumának ifjúságpolitikáért és esélyteremtésért felelős helyettes államtitkárává, majd 2016-ban a minisztérium európai uniós fejlesztéspolitikáért felelős államtitkára lett. 2018-tól az Innovációs és Technológiai minisztérium európai uniós fejlesztésekért felelős államtitkára volt. 2019-ben lett a Palkovics László által vezetett minisztérium parlamenti és stratégiai államtitkára, valamint miniszterhelyettese. Ezt a posztját 2022. április 30-ig töltötte be.
2019-től a Kereszténydemokrata Néppárt budapesti II. kerületi alapszervezetét vezeti. 2020-ban a párt alelnökévé választották.
Nős, két gyermek édesapja.